# Dátestán i déník
Dátestán i déník „Náboženská rozhodnutí“ je středoperské zarathuštrické dílo, jež lze řadit mezi handarzy, z 9. století sepsané Mahuščihrem, významným knězem působícím v Pársu a Kermánu. Konvenční označení díla je pozdní, v samotném textu je označováno jako „kniha otázek“. Text se nejspíše zachoval téměř kompletní, je však těžko srozumitelný, stručný a často užívá elips. Skládá se z devadesáti dvou otázek týkajících se náboženství, konkrétně například morálky, povinností a práv kněží, vztahu dobra a zla nebo posmrtného osudu duše. Některé otázek také reflektují život zarathuštristů pod nadvládou muslimů.